# Trissino
Trissino é uma comuna italiana da região do Vêneto, província de Vicenza, com cerca de 7.808 habitantes. Estende-se por uma área de 21 km², tendo uma densidade populacional de 372 hab/km². Faz fronteira com Arzignano, Brogliano, Castelgomberto, Montecchio Maggiore, Nogarole Vicentino.

## Demografia
| Variação demográfica do município entre 1861 e 2011                               |
|                                                                                   |
| Fonte: Istituto Nazionale di Statistica (ISTAT) - Elaboração gráfica da Wikipedia |